# Marilyn (opéra)
Pour les articles homonymes, voir Marilyn (homonymie).
Personnages
- Marilyn Monroe, actrice américaine (soprano)
- Douglas MacArthur, général américain (baryton-basse)
- Wilhelm Reich, psychanalyste autrichien (ténor)
- Allen Ginsberg, poète américain (chanteur jazz-rock)
- Yves Montand, chanteur et acteur français (acteur)
- Timothy Leary, écrivain américain (acteur)
- Majorettes, intellectuels, étudiants, manifestants, figurants, chœur; 19 rôles parlés divisés entre 8 ou plus acteurs.

Marilyn, dont le sous-titre est Scènes des années ’50 en deux actes, est un opéra de Lorenzo Ferrero sur un livret anglo-italien de Floriana Bossi et de l’auteur. Le texte est construit à partir d’extraits de documents politiques, sociaux et culturels de la vie américaine, et utilise deux niveaux linguistiques différents : anglais pour les parties chantées (confiées exclusivement à quatre personnages), et la langue du pays où se déroule le spectacle pour les parties parlées.
Située dans deux espaces, dont l'un représente la vie personnelle de Marilyn Monroe (1926-1962) et l'autre qui dépeint des moments de la vie civile et politique américaine, l'histoire mêle le mythe et le déclin de la star de cinéma jusqu'à sa mort mystérieuse, aux événements symboliques du mythe américain : la Guerre de Corée, les investigations sur les activités antiaméricaines, la poursuite de Wilhelm Reich, et les conférences de Timothy Leary sur l'utilisation des drogues psychédéliques. Marilyn est donc considérée comme une victime involontaire de la culture de masse de son temps, un personnage à la surface sereine et optimiste; une héroïne malgré elle, dont la personnalité contradictoire est représentée dans douze tableaux, également répartis dans les deux actes.

## Création
La première a lieu au Teatro dell'Opera di Roma le 23 février 1980.

### Représentations successives
Après la création dirigée par Gianluigi Gelmetti, avec la mise en scène de Maria Francesca Siciliani et les décors d'Uberto Bertacca, l’opéra a eu d’autres productions : en Allemagne, au Staatstheater Kassel le 18 juin 1982 à l’occasion de documenta, sous la direction de Alexander Sander, la mise en scène de Peter Werhan et les décors de Michael Scott; en Finlande a Vaasa le 14 janvier 1993, sous la direction de Martti Tiainen, la mise en scène de Jussi Tapola et les décors de Taina Relander. Cette production a été reprise le 31 octobre 1995 au Théâtre national de Finlande.

### Distribution de la création
- Marilyn Monroe, actrice américaine : Emilia Ravaglia (soprano léger)
- Douglas MacArthur, général américain : Mario Basiola (baryton-basse)
- Wilhelm Reich, psychanalyste autrichien : Robert Dumé (ténor lyrique)
- Allen Ginsberg, poète américain : Federico Troiani (chanteur jazz-rock)
- Yves Montand, chanteur et acteur français : (acteur)
- Timothy Leary, écrivain américain : (acteur)
- Chef d'orchestre : Gianluigi Gelmetti

## Argument
L'action se déroule dans en lieu non spécifié, dans la seconde moitié du XXe siècle.

### Acte I
Dans Central Park une fanfare entonne l'hymne national américain et commence à marcher ensemble avec un groupe de majorettes. Dans son propre espace, Marilyn pense à son enfance malheureuse. En Corée, face aux soldats, général MacArthur se souvient de son discours au Congrès en faveur de la guerre. Marilyn réfléchit sur sa vie et se plaint d'être considérée simplement comme un sex-symbol. Divers personnages soupçonnés d'appartenir ou de sympathiser avec le Parti communiste américain comparaissent devant la Commission des activités antiaméricaines de la Chambre des représentants pour interrogation. Marilyn appelle le Docteur Johnson au téléphone et parle de sa peur irrationnelle de devenir folle, ses sentiments de solitude et de dépersonnalisation. Dans le fond, on voit brûler des livres, y compris ceux de Wilhelm Reich. Le psychiatre, au bord de la folie, est pris en prison. Dans un duo imaginaire avec Marilyn, il tempête d'être persécuté comme Christ tandis qu'elle parle de sa détresse.

### Acte II
Un groupe de poètes de la Beat Generation se rassemblent autour de Allen Ginsberg dans un local de jazz. Ils parlent de la mort de Marilyn et regardent vers l'Est pour l'espoir sous la forme de Bouddha et Nirvana. Marilyn dîne avec Yves Montand et lui donne un de ses poèmes. Restée seule, elle chante un hymne à la nuit. La police met fin à une démonstration pacifiste silencieuse. Marilyn  téléphone de nouveau à son psychanalyste, puis elle reçoit la visite d'une personne mystérieuse qui la gifle. Timothy Leary explique les effets de la LSD, Mescaline, et Psilocybine et incite le public à expérimenter avec des drogues. Marilyn, dans un état désespéré, sous l'influence de l'alcool et des barbituriques, décrit son désespoir à une poupée. Les ombres menaçantes de deux personnages masculins apparaissent sur le fond. Au secours! Au secours! crie-t-elle...
Les majorettes passent indifférentes au-dessus du cadavre de Marilyn au son de l'hymne américain, tandis que la foule fête l’American way of life.

## Airs et extraits
L’air de Marilyn Night of the Nite a été publiée séparément et une Marilyn Suite a été jouée par l’orchestre de la RAI de Milan en 1981 et au Festival de Donaueschingen en 1982.